# ويكيبيديا اليابانية
ويكيبيديا اليابانية (باليابانية: 日本語版ウィキペディア) هي النسخة اليابانية من موسوعة ويكيبيديا، تم إطلاقها في سبتمبر 2002، وفي يناير 2016 أصبح لديها أكثر من 1000000 مقالة، وترتيبها الخامسة بين الويكيبيديات حسب الحجم. وأكبر الويكيبيديات المكتوبة بلغة غير هندية أوروبية.
اعتبارًا من يونيو 2020، أصبحت ويكيبيديا اليابانية الأكثر زيارة في العالم بعد ويكيبيديا الإنجليزية.

## التاريخ
في مارس 2001، أنشئت أربع طبعات غير ويكيبيديا الإنجليزية من ويكيبيديا، وهي الألمانية والكتالونية والتشيكية واليابانية. كان العنوان الأصلي لموقع ويكيبيديا اليابانية هو http://nihongo.wikipedia.com وكانت جميع الصفحات مكتوبة بالأبجدية اللاتينية أو الروماجي، حيث لم يكن الموقع يدعم الأحرف اليابانية في ذلك الوقت. وكانت هناك محاولة لإنشاء نص عمودي.

### الجوائز
في سبتمبر 2004، حصلت ويكيبيديا اليابانية على «جائزة شخص الويب الخاصة لعام 2004» من جمعية المعلنين اليابانيين.

## ميزات

### حجم
يبلغ حجم النسخة اليابانية ما يقارب خُمس حجم ويكيبيديا الإنجليزية.

### محتويات
يلاحظ في محتوياتها ميل كبير إلى المانغا، الأنمي، الألعاب، سكة الحديد، والهوايات بشكل عام.

### المشاركون
يشكل المستخدمون المجهولون (الذين يستخدمون حساب آي بي للتعديل) نسبة كبيرة تصل إلى 40% بالمقارنة مع نسبة تعديلات غير المسجلين في اللغات الأخرى التي تتراوح بين 15-20 %.

## الإحصائيات
| عدد المستخدمين المسجلين | عدد المستخدمين النشيطين | عدد المقالات | صفحات المحتوى | عدد التعديلات | عدد الملفات المرفوعة | عدد الإداريين |
| ----------------------- | ----------------------- | ------------ | ------------- | ------------- | -------------------- | ------------- |
| 2٬316٬162               | 12٬851                  | 1٬462٬370    | 4٬293٬359     | 104٬719٬639   | 5٬282                | 40            |

## المعرض

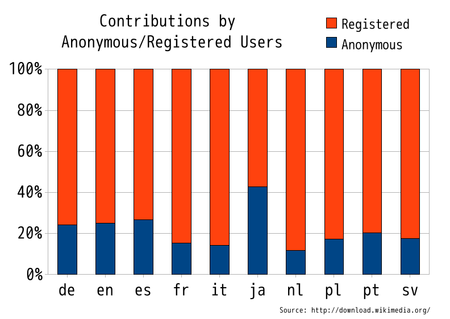
مقارنة بين نسبة التعديل للمستخدمين المسجلين والمستخدمين المجهولين على عدة نسخ ويكيبيديا
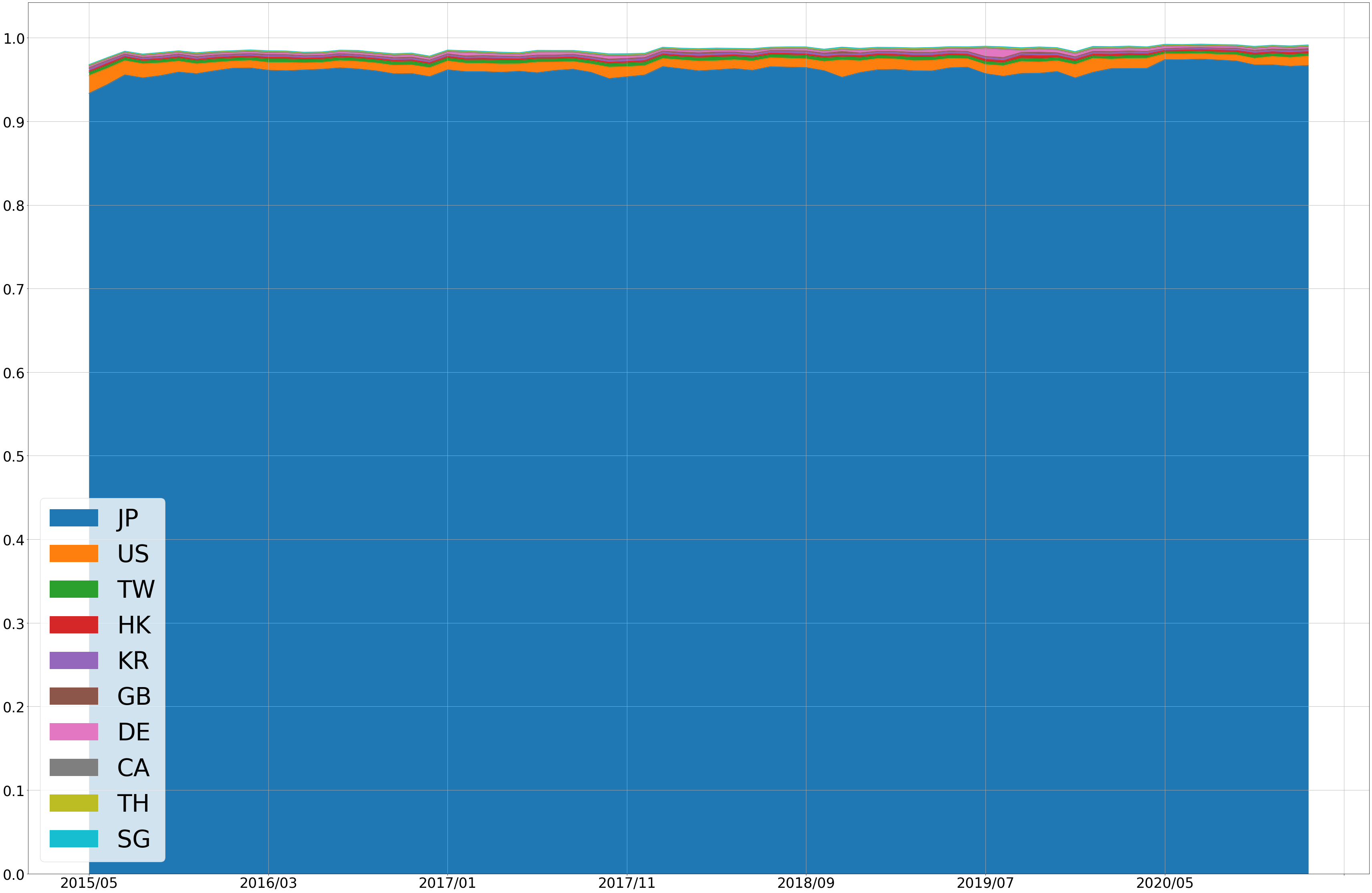
القراءة حسب البلد

## وصلات خارجية
- (باليابانية) Japanese Wikipedia
- (باليابانية) Japanese Wikipedia mobile version
- A guide to the Japanese Wikipedia